# Bremach
Bremach est un constructeur de véhicules industriels et tout-terrains italien implanté en Lombardie et actif depuis le milieu des années 1950.

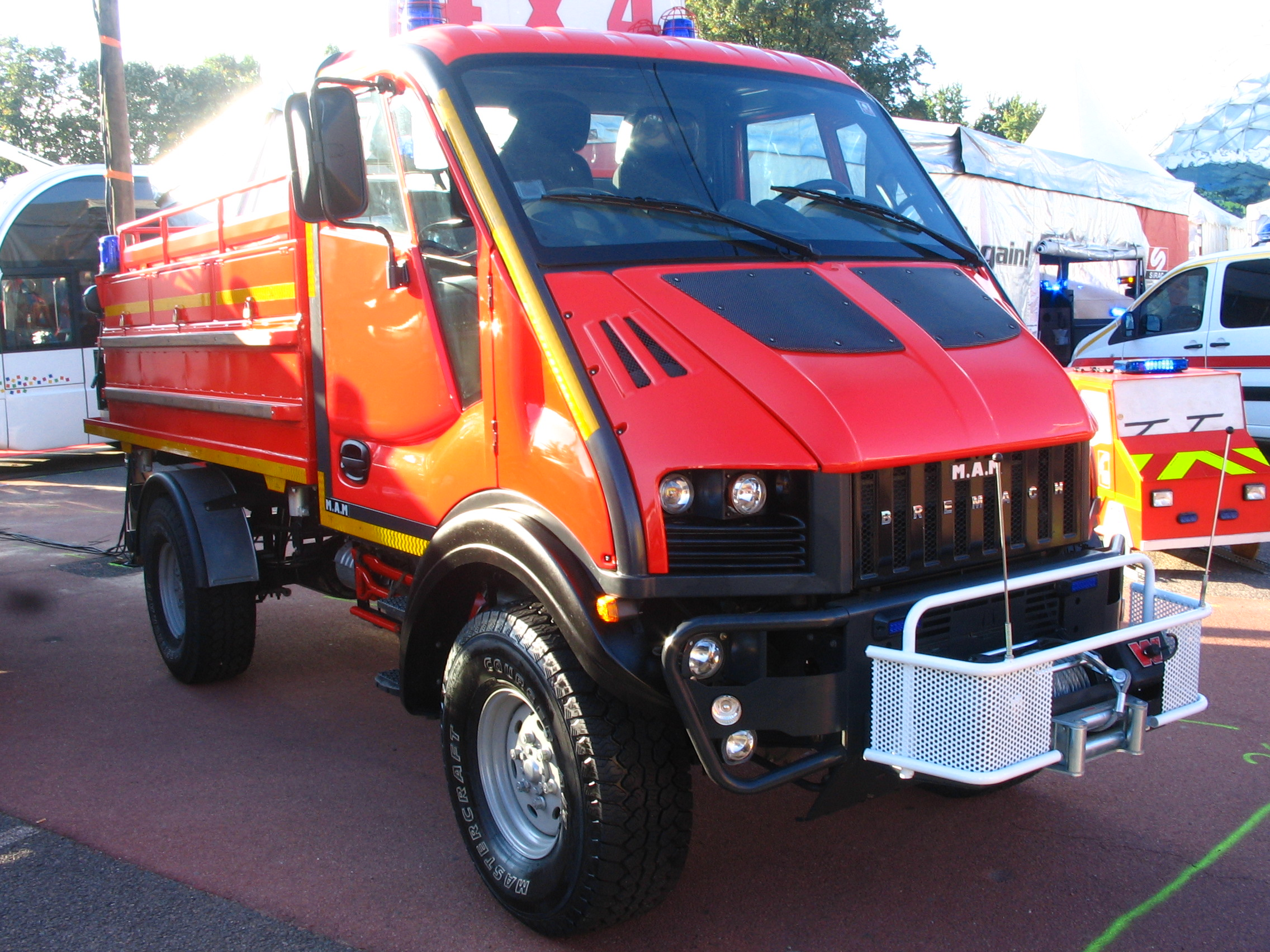
Bremach T-REX

## Une présence dans l'ombre, une grande simplicité d'usage
Quasi inconnus du grand public, les produits BREMACH ne sont pas réputés pour leur esthétique, massive, mais pour la robustesse et leurs capacités de franchissement. Ce qui en fait les engins militaires et civils idéaux pour les contrées arides. Sous nos latitudes[Lesquelles ?], les sapeurs-pompiers les utilisent en intervention.

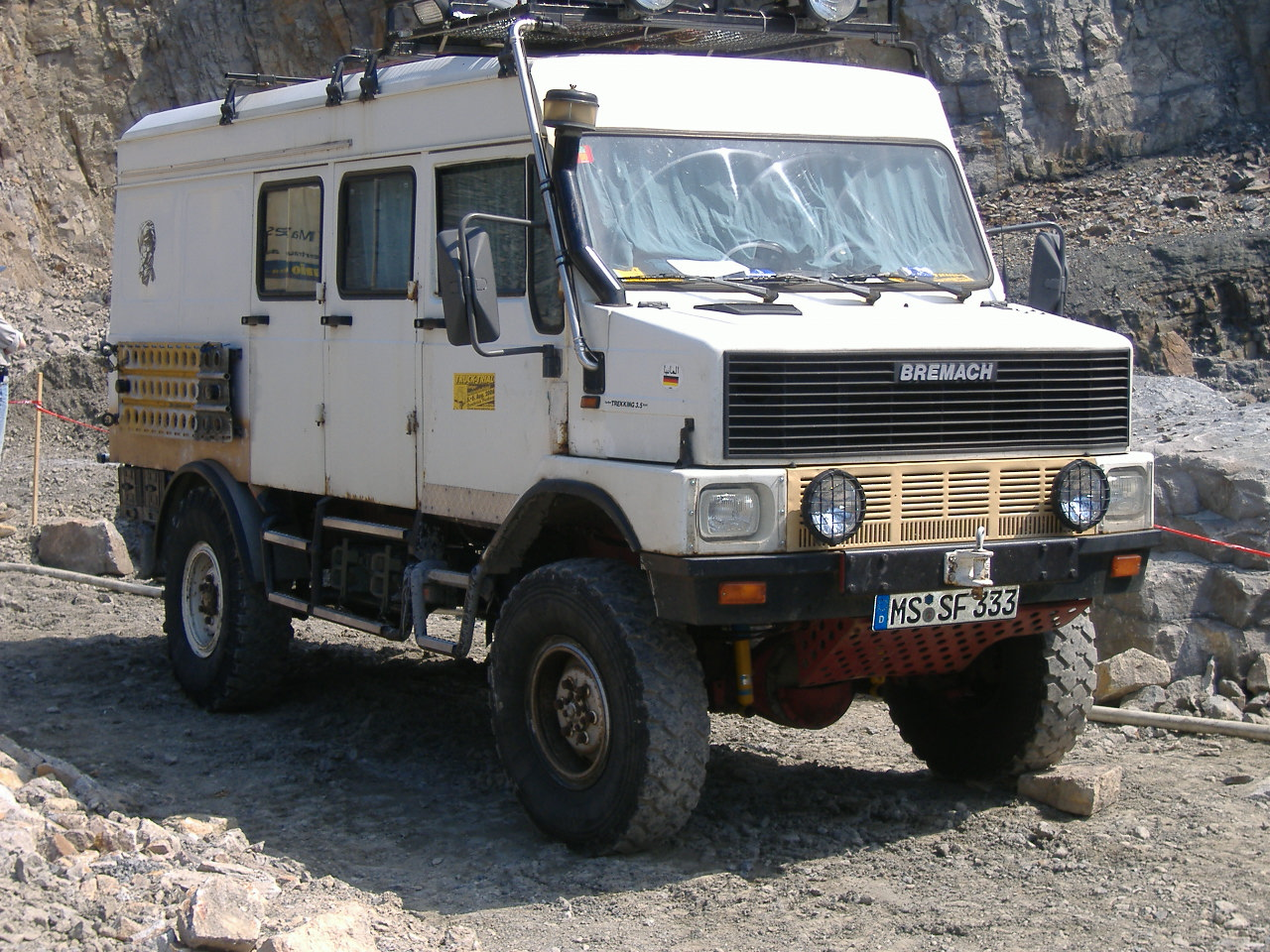
Bremach GR

La base mécanique est à l'image du concept : éprouvée. On trouve ainsi sous le capot le moteur 8140 Sofim Fiat. Certaines versions d'entrée de gamme peuvent être conduites avec un simple permis B.

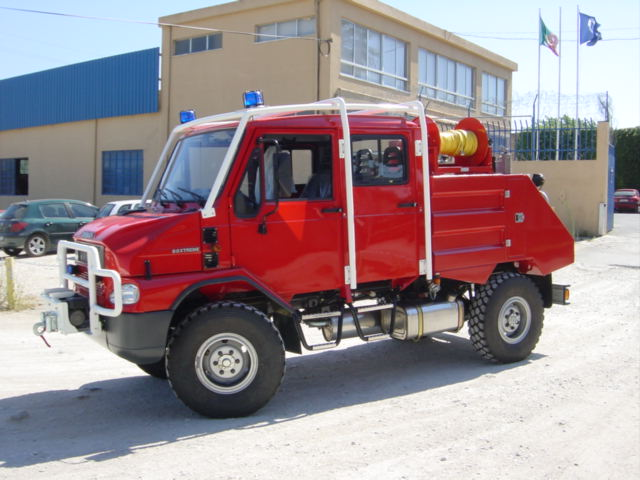
Bremach JOB cabine double pour pompiers

Les véhicules Bremach sont à quatre roues motrices. Ils sont construits principalement pour une utilisation par les services publics, pompiers, protection civile, gardes forestiers en raison de leurs dimensions très compactes et leur grande capacité de chargement. Ils sont toujours à leur avantage face aux véhicules concurrents des autres fabricants tels que Scam / Iveco ou Unimog. Généralement construits à partir de deux modèles de base, ils peuvent être offrir jusqu'à 240 variantes différentes. Grâce à d'innombrables équipements supplémentaires, ils peuvent satisfaire presque n'importe quel fonction.
La caractéristique principale des véhicules Bremach est le châssis extrêmement rigide constitué d'éléments longitudinaux tubulaires avec des poutres en forme de U. Ce châssis reste stable même à forte charge et en terrain lourd et rend inutiles des structures intermédiaires coûteuses pour compenser la torsion. Tous les véhicules sont proposés en plusieurs versions avec un poids total autorisé allant de 3,5 à 6 tonnes équipés de moteurs IVECO diesel de trois litres.
En 2008, Bremach a présenté un modèle entièrement redessiné T-REX basé sur un châssis de 3,5 / 6 tonnes. Le T-REX a une cabine plus large et est ergonomiquement significativement améliorée par rapport à son prédécesseur. Le modèle est disponible  avec cabine simple ou cabine double.
Le modèle T-REX a été acheté en grand nombre par la Russie et l'Arabie Saoudite pour équiper l'armée et la police.
Depuis 2010, la filiale Bremach Motors USA se distingue en combinant le T-REX importé d'Italie avec une multitude de moteurs différents. Elle propose le T-REX avec plusieurs moteurs essence de forte cylindrée, des moteurs diesel produits aux États-Unis ainsi qu'une version hybride et, depuis 2011, une version électrique. Ce dernier a fait sensation aux États-Unis.

## Histoire de la société BREMACH
C'est en 1956 que les frères Brenna créent, à Varese au nord de Milan, en Italie, un petit atelier de mécanique spécialisé dans l'usinage de pièces pour l'industrie. La société Fratelli Brenna Srl connaît une croissance rapide qui, au début des années du miracle économique italien a encouragé et favorisé le développement de nouvelles entreprises familiales produisant des produits destinés au marché en pleine croissance et nécessitant le soutien d'une nouvelle vague de concepteurs, ingénieurs et de machines de haute qualité. Dans le même temps un important fabricant de matériel militaire Aeronautica Macchi, fondée en 1913, qui avait construit plus de 7.000 avions, commercialisait depuis 1945 un petit véhicule triporteur compact et fiable à 3 roues pour le transport de fret léger.
À la fin des années 1960, la société Fratelli Brenna Srl négocie avec Aermacchi la licence de fabrication du petit triporteur Macchi MB1 développé et fabriqué sans aucune modification depuis 1945 par "Aeronautics Macchi", devenue AERMACCHI, et d'utiliser sa propre expertise pour l'améliorer. En prenant la première syllabe de chaque nom BREna et MAChi, celui du nouveau constructeur de véhicules industriels BREMACH était né. Dès janvier 1971, une version modernisée du petit triporteur sera présentée au public sous la marque BREMACH. Dès lors, BREMACH Srl commence à concevoir, tester et fabriquer un nouveau véhicule à quatre roues qui sera utilisé dans le monde entier. 
En septembre 1988, la société BREMACH change de dénomination sociale en Bremach-Fb Srl. L'usine de fabrication des véhicules BREMACH est implantée à Varese. En 1999, BREMACH-Fb Srl est intégrée dans le groupe italien Vehicle Engineering & Design de Brescia, devenu ensuite PRO.DE, qui a une grande expérience dans la conception et l'ingénierie automobile avec Darmak - VEandD. 
En mars 2006, l'usine de production des véhicules BREMACH est transférée de Varese à Castenedolo, dans la province de Brescia, en Lombardie. En novembre 2009, le groupe PRO.DE signe un accord avec "American Custom Golf Carts, Inc." (alias ACG, Inc.) de Chino, en Californie, pour assurer la commercialisation des véhicules BREMACH aux États-Unis. Les véhicules de la marque sont accueillis très favorablement et les ventes sont suffisamment conséquentes pour qu'en 2010 BREMACH crée une filiale aux États-Unis, BREMACH Inc. Les deux logos officiels BREMACH ainsi que le nom BREMACH sont enregistrés en tant que marques déposées auprès de l'Office américain des brevets et des marques. 
En 2010, avec la crise du secteur automobile, le groupe industriel PRO.DE se réorganise en axant son activité sur les études industrielles et cède le constructeur BREMACH. 
En avril 2010, conformément à la loi italienne, la nouvelle société Bremach Industrie Srl est constituée. En novembre 2010, la société italienne Bremach Industrie Srl a repris tous les droits de production des véhicules BREMACH et en octobre 2011 BREMACH Inc. a été réincorporée dans la maison mère italienne. 
En 2015, à la suite de difficultés financières, la société Bremach Industrie Srl a cédé l'usine et les droits de production du modèle T-REX à Tekne Srl. La marque BREMACH est conservée.

## La gamme des véhicules BREMACH
- 1956 - "Motocarro" MB1 (Aermacchi)
- 1960 - GR
- 1970 - NGR
- 1980 - BRIO
- 1990 - JOB X 4
- 2000 - JOB X 2
- 2005 - JOB
- 2008 - T-REX

La production a été en moyenne de 500 véhicules par an, surtout destinée aux services incendie et gardes forestiers. Les véhicules bien connus en Italie ont été exportés aux Etats-Unis, en Amérique du Sud, en Allemagne et un peu en France.